# Gare de Dannes - Camiers
La gare de Dannes - Camiers est une gare ferroviaire française de la ligne de Longueau à Boulogne-Ville, située sur le territoire de la commune de Camiers, à proximité de Dannes, dans le département du Pas-de-Calais, en région Hauts-de-France.
C'est une gare de la Société nationale des chemins de fer français (SNCF), desservie par des trains TER Hauts-de-France et qui gère des installations terminales embranchées.

## Situation ferroviaire
Établie à 31 mètres d'altitude, la gare de Dannes - Camiers est située au point kilométrique (PK) 233,673 de la ligne de Longueau à Boulogne-Ville, entre les gares d'Étaples - Le Touquet et de Neufchâtel-Hardelot.

## Histoire
Du 13 juin au 12 septembre 1942, l'établissement vit arriver huit convois transportant des Juifs belges réquisitionnés par l'Organisation Todt. Ces prisonniers sont alors internés dans les camps installés dans les environs (notamment le Lager Gneisenau — implanté à proximité de la gare — ou encore le Tibor Lager), afin de participer à la construction du mur de l'Atlantique ; certains d'entre eux sont déportés à Auschwitz à la fin d'octobre 1942. Une plaque commémorative est apposée en mai 2007 sur la façade du bâtiment voyageurs.

## Service des voyageurs

### Accueil

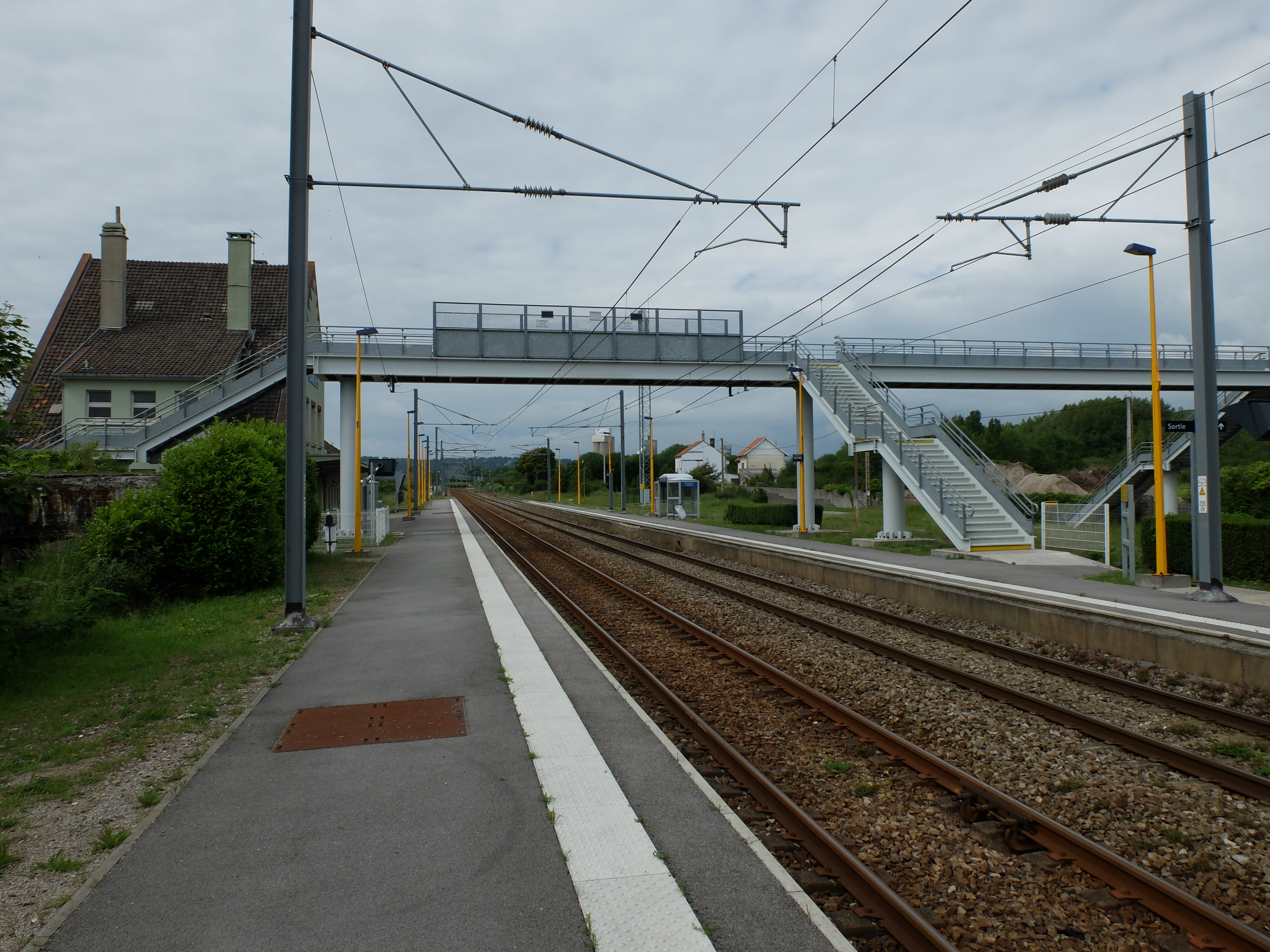
Vue des voies, des quais, du bâtiment voyageurs et de la passerelle.

Halte SNCF, c'est un point d'arrêt non géré (PANG) à accès libre.
Une passerelle permet la traversée des voies et le passage d'un quai à l'autre.

### Desserte
Dannes - Camiers est desservie par des trains TER Hauts-de-France qui effectuent des relations entre les gares : de Rang-du-Fliers - Verton, ou d'Étaples - Le Touquet, et de Boulogne-Ville, ou de Calais-Ville ; d'Amiens et de Calais-Ville.

### Intermodalité
Le stationnement des véhicules est possible à proximité du bâtiment voyageurs.

## Service des marchandises
Cette gare est ouverte au service du fret (desserte d'installations terminales embranchées).

## Patrimoine ferroviaire
Le premier bâtiment voyageurs correspondait au plan-type standard pour les haltes et gares secondaires de la Compagnie des chemins de fer du Nord : un étroit bâtiment d'une seule pièce, à étage, doté de trois puis quatre travées. La buvette de la gare était installée dans un édifice séparé orné de colombages diagonaux.
La SNCF a plus tard remplacé le modeste bâtiment voyageurs par un second de style moderniste doté d'un grand pignon aux motifs en redents de briques et au soubassement en pierres ainsi que d'une aile basse. Sa façade est peinte en vert. La buvette a perdu ses colombages factices et est devenue une habitation particulière.